# Teleocephala
De Teleocephala omvatten alle recente echte straalvinnige beenvissen (Teleostei). De klade werd door Mário de Pinna (1996) alleen benoemd om enkele uitgestorven, meer basale voorlopers uit te kunnen sluiten. Ze omvatten aldus de vier overlevende teleostere cohorten van Elopomorpha, Osteoglossomorpha, Otomorpha en Euteleosteomorpha.

## Kenmerken
De Teleocephala worden gekenmerkt door de volgende anatomische kenmerken (Wiley en Johnson 2010):
- Drie benige faryngobranchialen (bovenste botten van de kieuwkooi), de vierde bestaat uit kraakbeen en draagt een getande plaat om voedsel te filteren.
- Craniotemporale spier (een uitloper van de epaxiale rompspieren van de wervelkolom) tussen het supraoccipitale en de supratemporalia (achterste schedelbeenderen).
- Vijf of minder uroneuralia in de staartvin. Drie bovenste uroneuralia (of minder) kunnen worden onderscheiden van een groep voorwaartse die meer horizontaal liggen. De UN 1 strekt zich naar voren uit tot aan de PU 2 (voorlaatste holle staartwervel).
- Secundaire neuszakken zijn aanwezig en dienen om de stroming door de vissenneus te handhaven wanneer de mond beweegt.
- Elke rugstraal wordt ondersteund door een radiale ("graat") dat er in het verlengde van ligt.
- Een basihyale, een element tussen de tongbeenderen, is minstens aanwezig als kraakbeen.
- Laterale telencefale bundel is gemyeliniseerd.
- De lobus vestibulolateralis van het cerebellum heeft aan de voorste zijkant geen lumen, holte.